# L'Impressionniste fin de siècle
 (juillet 2025).
Pour plus de détails, voir Fiche technique et Distribution.
L’Impressionniste fin de siècle est un film français réalisé par Georges Méliès, sorti en 1899.